# Золотой квадрат (организация)
Золотой квадрат, или Золотая четвёрка (араб. المربع الذهبي‎) — организация из четырёх офицеров вооружённых сил Ирака, игравших ключевую роль в политической жизни государства в 1930-х — 1941 годах. В результате деятельности организации 1 апреля 1941 года произошёл военный переворот, в ходе которого к власти пришёл пронацистски и панарабистски настроенный Рашид Али аль-Гайлани, который после подхода британских войск к Багдаду в конце мая того же года бежал со своими сторонниками из страны.
В состав «Золотого квадрата» входили четыре наиболее влиятельных члена суннитской националистической организации иракских офицеров «Круг семи», находившихся под огромным влиянием немецкого посла Фрица Гроббы, в частности полковники командиры багдадских 1-й пехотной дивизии Салах Саббах, 3-й пехотной дивизии Камиль Шабиб, отдельной механизированной бригады Саид Фахми и полковник командующий ВВС Ирака, дислоцировавшимися в районе столицы, Махмуд Салман. Полковники придерживались радикальных антибританских настроений и олицетворяли реальную государственную власть, которая после их устранения никак не могла добиться длительной поддержки вооружённых сил. Они считали нацистскую Германию своим союзником, осуществлявшим пропагандистскую деятельность в стране посредством своего посла Фрица Гроббы.